# Década de 330
Século: Século III - Século IV - Século V
Décadas: 300 310 320 - 330 - 340 350 360
Anos: 330 - 331 - 332 - 333 - 334 - 335 - 336 - 337 - 338 - 339